# Robert Plutchik
Robert Plutchik, né le 21 octobre 1927 à Brooklyn et mort le 29 avril 2006 à Sarasota, est un psychologue et professeur américain.

## Biographie
Il obtient son Ph.D. de l'université Columbia en 1952. Il est professeur associé de l'université du Sud de la Floride puis professeur de l'Albert Einstein College of Medicine.
Ses recherches et ses publications ont porté sur les émotions, le suicide et la violence, ainsi que la psychothérapie.

## Théorie des émotions
La théorie psycho-évolutionniste des émotions de Robert Plutchik est l'une des méthodes de classification des réactions émotives générales. Plutchik considère qu'il y a huit émotions de base : la  joie, la peur,  le dégoût, la colère, la tristesse, la surprise, la confiance et l'anticipation (en). Selon lui, ces émotions sont le reflet de combinaisons de neurotransmetteurs, autrement d'un mécanisme purement biologique qui a évolué pour faciliter l'adaptation de l'animal et a augmenté ses chances de se reproduire. Il a défendu leur primauté en montrant que chacune d'elles déclenche un comportement d'une grande valeur de survivance ; par exemple, la peur inspire la réaction de fuite ou de combat, la colère inspire la défense de ses acquis (dont la femelle), la tristesse implique le repos essentiel pour l'auto-préservation de l'organisme, la joie implique la recherche de ressources, etc.
La théorie psycho-évolutionniste de Plutchik sur les émotions de base repose sur dix postulats :
1. Le concept d'émotion s'applique à tous les niveaux d'évolution donc à tous les animaux, y compris l'être humain.
2. Les émotions ont évolué en diverses formes d'expression chez les diverses espèces.
3. Les émotions ont un rôle adaptatif en aidant les organismes à régler des questions clés relatives à leur survie et leur aptitude à se reproduire posées par leur environnement.
4. Bien que les formes d'expression des émotions varient selon les espèces, il y a entre elles certains éléments communs que l'on peut modéliser.
5. Il y a un petit nombre d'émotions de base ou primaires qui ressortent de cette modélisation.
6. Les autres émotions sont toutes des états mixtes ou dérivés, c'est-à-dire des mélanges, des composés ou des combinaisons des émotions de base ou primaires[2].
7. Les émotions de base ou primaires sont des constructions par modélisation, soit encore des constructions idéales dont les propriétés et les caractéristiques sont induites de leurs diverses manifestations.
8. Les émotions de base ou primaires peuvent se catégoriser en paires d'émotions opposées.
9. Toutes les émotions diffèrent en degrés de similarité et de différence avec les autres.
10. Toutes les émotions varient dans leur seuil de manifestation et leur degré d'intensité.

### La Roue des émotions de Plutchik

Roue des émotions de Plutchik

Robert Plutchik a aussi créé une roue des émotions pour illustrer diverses émotions motivatrices et nuancées. Il a proposé son modèle complexe en trois dimensions et son modèle de roue en deux dimensions en 1980 pour décrire les relations entre ces émotions.

Les dyades de Plutchik.

Plutchik a organisé ses émotions primaires en paires d'opposés : la joie et la tristesse, la peur et la colère, le dégoût et la confiance, la surprise et l'anticipation. Il faut bien garder à l'esprit que chacune de ces émotions peut varier en intensité, ce qui se traduit par le grand nombre de mots existants pour les décrire. Par conséquent, il combine pour les représenter le concept d'une rosace des émotions et celle d'une palette de couleurs pour représenter cette variation en intensité et les classer en niveaux, même si la séparation entre les niveaux n'est pas franche. Comme ces dernières, les émotions de base peuvent s'exprimer à divers degrés d'intensité et se combiner l'une à l'autre pour former des émotions différentes. C'est ainsi que Plutchik en est venu à définir les dyades primaires (combinaisons de deux émotions primaires adjacentes), les dyades secondaires (combinaisons d'émotions primaires voisines à une émotion près) et les dyades tertiaires (combinaisons d'émotions primaires voisines à deux émotions près) qui suivent :
| Dyades primaires       | Résultats       | Dyades secondaires        | Résultats   | Dyades tertiaires         | Résultats      |
| ---------------------- | --------------- | ------------------------- | ----------- | ------------------------- | -------------- |
| Joie et confiance      | Amour           | Joie et peur              | Culpabilité | Joie et surprise          | Ravissement    |
| Confiance et peur      | Soumission      | Confiance et surprise     | Curiosité   | Confiance et tristesse    | Sentimentalité |
| Peur et surprise       | Stupeur         | Peur et tristesse         | Désespoir   | Peur et dégoût            | Honte          |
| Surprise et tristesse  | Désappointement | Surprise et dégoût        | Horreur     | Surprise et colère        | Indignation    |
| Tristesse et dégoût    | Remords         | Tristesse et colère       | Envie       | Tristesse et anticipation | Pessimisme     |
| Dégoût et colère       | Mépris          | Dégoût et anticipation    | Cynisme     | Dégoût et joie            | Morbidité      |
| Colère et anticipation | Agressivité     | Colère et joie            | Fierté      | Colère et confiance       | Domination     |
| Anticipation et joie   | Optimisme       | Anticipation et confiance | Espoir      | Anticipation et peur      | Anxiété        |

Plutchik a avancé sa théorie pour appuyer une explication des mécanismes de défense psychologiques ; il a proposé que huit mécanismes de défense étaient des manifestations des huit émotions de base.
|  | Événement déclencheur      | Cognition inférée       | Sentiment              | Comportement                    | Effet         |
|  | -------------------------- | ----------------------- | ---------------------- | ------------------------------- | ------------- |
|  | Menace                     | "Danger"                | Peur, terreur          | Fuite ou éloignement            | Protection    |
|  | Obstacle                   | "Ennemi"                | Colère, rage           | Mordre, frapper                 | Destruction   |
|  | Partenaire potentiel       | "Posséder"              | Joie, extase           | Séduction, accouplement         | Reproduction  |
|  | Perte d'une personne chère | "Isolement"             | Tristesse, deuil       | Pleurer pour demander de l'aide | Réintégration |
|  | Membre du groupe           | "Ami"                   | Acceptation, confiance | Toilettage, partage             | Affiliation   |
|  | Objet répugnant            | "Poison"                | Dégoût, répulsion      | Vomissements, rejet             | Rejet         |
|  | Nouveau territoire         | "Qu'y a-t-il là-bas ?"  | Anticipation           | Examen, exploration             | Exploration   |
|  | Objet soudain et nouveau   | "Qu'est-ce que c'est ?" | Surprise               | Arrêt, alerte                   | Orientation   |

## Œuvres
- (en) The Emotions : Facts, Theories, and a New Model, 1962.
- (en) Foundations of Experimental Research, 1968.
- (en) Emotion : A Psychoevolutionary Synthesis, 1980.
- (en) Robert Plutchik et Henry Kellerman, Emotion : Theory, Research, and Experience : Biological Foundations of Emotions, 1986.
- (en) The Emotions, 1991, 216 p. (ISBN 0-8191-8286-9, lire en ligne).
- (en) Robert Plutchik et Hope R. Conte, Ego Defenses : Theory and Measurement, 1994 (ISBN 0-471-05233-7).
- (en) The Psychology and Biology of Emotion, 1994, 396 p. (ISBN 0-06-045236-6).
- (en) Robert Plutchik et Hope R. Conte, Circumplex Models of Personality and Emotions, Herausgeber, 1997, 484 p. (ISBN 1-55798-380-1).
- (en) Emotions in the Practice of Psychotherapy : Clinical Implications of Affect Theories, 2000, 229 p. (ISBN 1-55798-694-0).
- (en) Emotions and Life : Perspectives from Psychology, Biology, and Evolution, 2002, 381 p. (ISBN 1-55798-949-4).